# Эйрс, Джеймс
Джеймс Джордж Эйрс (англ. James George Eayrs, фамилия при рождении Уайлд, Wild; 13 октября 1926, Лондон, Великобритания — 6 февраля 2021, Торонто) — канадский историк и политолог, специализировавшийся на внешнеполитической и военной истории Канады XX века, профессор Торонтского университета и Университета Дэлхаузи, редактор издания Канадского института международных отношений International Journal. Член Королевского общества Канады, офицер ордена Канады (1985), лауреат Премии генерал-губернатора (1965) и премии Молсона (1984).

## Биография
Родился в 1926 году в Лондоне в семье американца И. К. Уайлда и англичанки Доры Уайтфилд. В 1933 году мать вторично вышла замуж, и семья перебралась в Канаду к отчиму — Хью Эйрсу, президенту издательской компании Macmillan of Canada. На заключительном этапе Второй мировой войны Джеймс служил в ВМС Канады. По увольнении из вооружённых сил получил степень бакалавра искусств в Торонтском университете и продолжил образование в Колумбийском университете в Нью-Йорке, где стал сначала магистром, а затем доктором философии. Занимаясь сбором материала для докторской диссертации в Англии, одновременно также посещал занятия в Лондонской школе экономики.
В 1950 году Эйрс был кандидатом на работу в министерстве иностранных дел Канады, где ему в итоге предложили должность начального уровня, однако к тому моменту он уже сделал выбор в пользу научной карьеры. В 1951—1952 годах преподавал в Объединённом колледже Виннипега, после чего перешёл на аналогичную позицию на отделении политэкономии Торонтского университета, где в 1953—1954 годах был также стажёром-исследователем Р. Макгрегора Досона, работавшего над фундаментальной биографией У. Л. Маккензи Кинга. В Торонто преподавал до 1980 года, затем приняв профессорскую кафедру политологии в Университете Дэлхаузи в Новой Шотландии. Завершил преподавательскую карьеру в этом вузе в 1992 году, по достижении обязательного пенсионного возраста.
С 1959 по 1984 год Эйрс был одним из двух главных редакторов издания International Journal, деля этот пост с Робертом Спенсером. Издание этого журнала способствовало росту числа канадских учёных-международников, многие из которых впервые публиковались именно в нём, и формированию сети отделений международной политологии в канадских англоязычных вузах.
Скончался у себя дома в Торонто в феврале 2021 года, оставив после себя жену Элизабет, сына и трёх дочерей.

## Научная работа
Джеймс Эйрс публиковался в трёх основных областях — помимо истории и политологии, он был автором многочисленных злободневных комментариев по темам текущего международного положения и внешней политики. На ранней стадии карьеры он выступал как типичный западный либерал эпохи Холодной войны, поддерживая НАТО и симпатизируя США, однако в 1960—1970-е годы в его позициях произошли изменения. В этот период Эйрс критиковал НАТО и текущую канадскую дипломатию и поддерживал идею канадского нейтралитета.
Одной из первых важных работ Эйрса стала вышедшая в 1961 году книга «Искусство возможного: правительство и внешняя политика в Канаде» (англ. The Art of the Possible: Government and Foreign Policy in Canada). На момент выхода это было наиболее фундаментальное издание, посвящённое теме формирования внешней политики Канады. Оно основывалось на богатом архивном и прочем доказательном материале. Книга была разделена на восемь частей, из которых первые четыре рассматривали аспекты государственного устройства, наиболее важные для определения внешней политики — политическую прослойку исполнительной власти, государственную бюрократическую машину, военные круги и законодательную власть. Последние четыре части были посвящены таким аспектам внешней политики как разведка, планирование, переговорный процесс и пропаганда. В том же году вышла книга Эйрса «Северные подходы: Канада и поиски мира» (англ. Northern Approaches: Canada and the Search for Peace). Это был первый том в серии из четырёх книг, изданных на протяжении научной карьеры Эйрса и включавших многие из его газетно-журнальных публикаций; в него преимущественно вошли статьи конца 1950-х годов.
В 1964 году увидела свет первая книга из пятитомной серии «В защиту Канады» (англ. In Defence of Canada) — основного труда научной карьеры Эйрса. Темой этих книг стала история канадской военной политики в XX веке. 1-й и 2-й тома были посвящены периоду между Первой и Второй мировой войнами, 3-й и 4-й — заключительному периоду Второй мировой и годам непосредственно после неё, а 5-й — в основном роли Канады в индокитайских войнах 1950-х годов. Значительная часть пятой книги (опубликованной в 1983 году) отводилась дипломатической деятельности вокруг Женевской конференции 1954 года и участию Канады в трёх последующих международных комиссиях по наблюдению и контролю (соответственно в Камбодже, Лаосе и Вьетнаме). За первую книгу в этой серии Эйрс в 1965 году был удостоен Премии генерал-губернатора в области нехудожественной литературы.
Второй сборник статей Эйрса, «Минуты 60-х» (англ. Minutes of the Sixties), увидел свет в 1968 году. Он содержал в основном статьи автора, появлявшиеся в редакторской колонке Family Herald — журнала, выходившего как приложение к газете Montreal Star. В предисловии к сборнику Эйрс отзывался о 1960-х годах как о «десятилетии высокой трагедии», начавшемся авантюрой в заливе Свиней, продолжившемся Кубинским ракетным кризисом и завершающемся конфликтом в Юго-Восточной Азии и тяжёлым расовым противостоянием в США. Эти события сопровождались разочарованием в способности ООН и Содружества наций обеспечить мирное сосуществование мировых политических лагерей и констатацией растущего технологического разрыва между Европой и Северной Америкой с одной стороны и остальным миром с другой.
Третий сборник, «Дипломатия и её разочарования» (англ. Diplomacy and its Discontents), вышел уже через три года. В этой книге Эйрс подверг жёсткой критике деятельность профессиональных дипломатов как аморальную и неэффективную. Этой же теме был посвящён цикл его лекций «Судьба и воля во внешней политике» (англ. Fate and Will in Foreign Policy), прочитанных на радио CBC в декабре 1966 — январе 1967 года. Четвёртый сборник Эйрса, «Гринпис и его враги» (англ. Greenpeace and Her Enemies), был издан в 1973 году. Он затрагивал темы глобальных угроз существованию человечества — от всё ещё реальных перспектив ядерной войны до загрязнения окружающей среды, хищнического истребления живой природы и экологического коллапса. Книга также содержала эссе, посвящённые ряду западных политиков, как правило с нелицеприятным разбором их деятельности (особенно резкой была критика Э. Пауэлла, Дж. Уоллеса и Р. Никсона)..
Из работ Эйрса, не изданных в виде отдельных книг, выделяется статья «Становление Канады как передовой державы» (англ. Canada's emergence as a foremost power), опубликованная в 1975 году в журнале International Perspectives. Идеи, изложенные в статье, оказали такое влияние на канадских мыслителей, что уже через два года под тем же названием вышел сборник научных работ под редакцией Н. Хиллмера и Г. Стивенсона.

## Признание заслуг
За свою научную карьеру Джеймс Эйрс неоднократно удостаивался премий и научных стипендий. В их число входили исследовательская стипендия НАТО (1965—1966), стипендия Гуггенхайма (1967—1968), стипендия Киллама от Совета Канады (1972—1974 и 1979—1980) и почётная стипендия Содружества от Союза университетов Новой Зеландии (1987). В 1965 году он стал членом Королевского общества Канады.
Среди премий, полученных Эйрсом, — Премия генерал-губернатора за нехудожественную литературу (1965) и Премия Молсона от Совета Канады (1984). В 1985 году он был произведён в офицеры ордена Канады. В представлении к этой награде были особо отмечены серия его книг «В защиту Канады», названная самым авторитетным источником по канадской внешней политике после 1914 года, а также его работа в качестве редактора International Journal.